# Puerto del Rosario
Puerto del Rosario este un oraș în Spania și capitala insulei Fuerteventura (Insulele Canare). Ea este una dintre cele șase comunități existente pe insulă cu 30.555 locuitori și o suprafață de 289,95 km².

## Localități ce aparțin de Puerto del Rosario
- Puerto del Rosario (25.469 loc.)
- El Matorral (1.431 loc.)
- Tetir (725 loc.)
- Casillas del Angel (503 loc.)
- Los Estancos (507 loc.)
- La Asomada (266 loc.)
- Tefia (228 loc.)
- Tesjuates (216 loc.)
- El Time (208 Einwohner loc.)
- La Ampuyenta (193 loc.)
- Llanos de la Concepción (162 loc.)
- Puerto Lajas (172 loc.)
- La Matilla (153 loc.)
- Guisguey (78 loc.)
- Las Parcelas (29 loc.)
- Puertito de los Molinos (14 loc.)